# Língua turca otomana
A língua turca otomana, foi o idioma que precedeu o turco moderno. Era empregado na administração e na linguagem literária no Império Otomano. Incorpora vocabulário, expressões e algumas estruturas sintáticas do árabe e do persa.

## Gramática

### Casos
- Caso nominativo: گول‎ göl ("o lago", "um lago"), چوربه‎ çorba ("Chorba"), گيجه‎ gece ("noite").
- Caso acusativo (indefinido): طاوشان گتورمش‎ ṭavşan getirmiş ("ele trouxe um coelho").
- Caso genitivo: Responde à pergunta كمڭ‎ kimiñ ("de quem?") formado com o sufixo ڭ‎ –ıñ, –iñ, –uñ, –üñ. Por exemplo: پاشانڭ‎ paşanıñ ("o paxá") de پاشا‎ paşa ("paxá").
- Caso acusativo (definido): Responde à pergunta كمى‎ kimi ("Quem?") e نه يى‎ neyi ("quê?") formado com o sufixo ى‎ –ı, -i. Por exemplo: ‏طاوشانى گتورمش‎ ṭavşanı getürmiş ("ele trouxe os coelhos"). O sufixo variante não ocorre no turco otomano como ocorre no turco moderno, devido à falta de harmonia consonantal labial. Portanto, گولى‎ göli (acc "o lago") em turco moderno é gölü.
- Caso locativo: Responde a pergunta نره دن‎ nerede ("onde?") formado com o sufixo  ده‎ –de, –da. Por exemplo: مكتبده‎ mektebde ("na escola"), قفصده‎ ḳafeṣde ("numa gaiola"), باشده‎ başda ("no início"), شهرده‎ şehirde ("na cidade"). Tal como acontece com o caso acusativo definido, o sufixo variante –te, –ta não ocorre no turco otomano como ocorre no turco moderno.
- Caso ablativo: Responde a pergunta نره دن‎ nereden ("de onde?") e ندن‎ neden ("por quê?")
- Caso instrumental: Responde a pergunta نه ايله‎ ne ile ("com o quê?").

## Níveis
Foi a língua oficial do Império, falada em todos os seus confins como lingua franca entre os diferentes povos que o constituíam. Dela derivaram três socioletos:
- Fasihtürkçe, empregado na poesia e na literatura;
- Ortatürkçe, empregado pelos estamentos administrativos e pela burguesia do Império;
- Kabatürkçe, falado pelo povo em geral.

## Alfabeto
Na língua turca otomana, usa-se o alfabeto perso-árabe:
| isolado | fim | meio | começo | nome           | transliteração      | Turco moderno    |
| ------- | --- | ---- | ------ | -------------- | ------------------- | ---------------- |
| ﺍ       | ﺎ   | —    | —      | elif           | a, â                | a, e             |
| ﺀ       | —   | —    | —      | hemze          | ˀ                   | ', a, e, i, u, ü |
| ﺏ       | ﺐ   | ﺒ    | ﺑ      | be             | b, p                | b                |
| ﭖ       | ﭗ   | ﭙ    | ﭘ      | pe             | p                   | p                |
| ﺕ       | ﺖ   | ﺘ    | ﺗ      | te             | t                   | t                |
| ﺙ       | ﺚ   | ﺜ    | ﺛ      | se             | s                   | s                |
| ﺝ       | ﺞ   | ﺠ    | ﺟ      | cim            | c, ç                | c                |
| ﭺ       | ﭻ   | ﭽ    | ﭼ      | çim            | ç                   | ç                |
| ﺡ       | ﺢ   | ﺤ    | ﺣ      | ha             | ḥ                   | h                |
| ﺥ       | ﺦ   | ﺨ    | ﺧ      | hı             | ẖ                   | h                |
| ﺩ       | ﺪ   | —    | —      | dal            | d                   | d                |
| ﺫ       | ﺬ   | —    | —      | zel            | z                   | z                |
| ﺭ       | ﺮ   | —    | —      | re             | r                   | r                |
| ﺯ       | ﺰ   | —    | —      | ze             | z                   | z                |
| ﮊ       | ﮋ   | —    | —      | je             | j                   | j                |
| ﺱ       | ﺲ   | ﺴ    | ﺳ      | sin            | s                   | s                |
| ﺵ       | ﺶ   | ﺸ    | ﺷ      | şın            | ş                   | ş                |
| ﺹ       | ﺺ   | ﺼ    | ﺻ      | sat, sad       | ṣ                   | s                |
| ﺽ       | ﺾ   | ﻀ    | ﺿ      | dat, dad       | ż, ḍ                | d, z             |
| ﻁ       | ﻂ   | ﻄ    | ﻃ      | tı             | ṭ                   | t                |
| ﻅ       | ﻆ   | ﻈ    | ﻇ      | zı             | ẓ                   | z                |
| ﻉ       | ﻊ   | ﻌ    | ﻋ      | ayın           | ʿ                   | ', h             |
| ﻍ       | ﻎ   | ﻐ    | ﻏ      | gayın          | ġ                   | g, ğ             |
| ﻑ       | ﻒ   | ﻔ    | ﻓ      | fe             | f                   | f                |
| ﻕ       | ﻖ   | ﻘ    | ﻗ      | kaf            | ḳ                   | k                |
| ﻙ       | ﻚ   | ﻜ    | ﻛ      | kef            | k, g, ñ             | k, g, ğ, n       |
| ﮒ       | ﮓ   | ﮕ    | ﮔ      | gef            | g                   | g, ğ             |
| ﯓ       | ﯔ   | ﯖ    | ﯕ      | nef, sağır kef | ñ                   | n                |
| ﻝ       | ﻞ   | ﻠ    | ﻟ      | lam            | l                   | l                |
| ﻡ       | ﻢ   | ﻤ    | ﻣ      | mim            | m                   | m                |
| ﻥ       | ﻦ   | ﻨ    | ﻧ      | nun            | n                   | n                |
| ﻭ       | ﻮ   | —    | —      | vav            | v, o, ô, ö, u, û, ü | v, o, ö, u, ü    |
| ﻩ       | ﻪ   | ﻬ    | ﻫ      | he             | h, e, a             | h, e, a          |
| ﻻ       | ﻼ   | —    | —      | lamelif        | lâ                  | la               |
| ﻯ       | ﻰ   | ﻴ    | ﻳ      | ye             | y, ı, i, î          | y, ı, i          |

## Números
| 1  | بر   |
| 2  | ایكی |
| 3  | اوچ  |
| 4  | درت  |
| 5  | بش   |
| 6  | التی |
| 7  | یدی  |
| 8  | سكز  |
| 9  | طقوز |
| 10 | اون  |